# Associação Paulista de Propaganda
A Associação Paulista de Propaganda (APP), atual Associação dos Profissionais de Propaganda (APP Brasil) (APP), foi fundada em 29 de setembro de 1937 para congregar e representar os profissionais da atividade publicitária do estado brasileiro de São Paulo no debate dos temas e desafios do negócio publicitário e do profissional de propaganda.
Foi idealizada por Jorge Mathias, então gerente do escritório da McCann-Erickson em São Paulo, novo no mercado publicitário e que nele não permaneceu muitos anos, não sendo ainda uma personalidade reconhecida na história da propaganda brasileira. Naquela ocasião, indicou o publicitário e escritor Orígenes Lessa para ser o primeiro presidente da APP, abrindo mão de assumir o cargo. 
Desde sua criação, da qual também participou o publicitário Renato Castelo Branco, a APP vem ajudando as atividades profissionais da propaganda a obterem maior visibilidade no Brasil, oferecendo contribuições de caráter técnico, profissional e ético da profissão.
A APP conta com capítulos em todo o país, a exemplo da APP Ribeirão fundada em 13 de agosto de 1984, com sede própria na cidade de Ribeirão Preto - SP, sendo uma das mais ativas e responsável pela realização de eventos consagrados como o FestVídeo idealizado por Toni Valente em 1990 e que integra o calendário oficial de eventos da cidade de Ribeirão Preto, desde 2011, e o calendário de eventos do Estado de São Paulo, desde 2014, e desencadeou a criação de outros festivais de sucesso como o FestGraf e FestDigital com o objetivo de reconhecer e premiar a criatividade dos profissionais de propaganda, além do Festin, festival universitário que visa o aprimoramento dos estudantes de publicidade, propaganda e marketing.